# Elmar Ledergerber

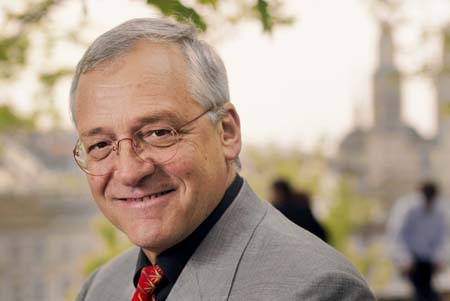
Elmar Ledergerber

Elmar Ledergerber (Engelberg (Obwalden), 4 april 1944) is een Zwitsers politicus.

## Achtergrond en opleiding
Ledergerber ontving elementair onderwijs in zijn geboorteplaats. Hij studeerde van 1965 tot 1968 geschiedenis aan de Universiteit van Fribourg. Van 1968 tot 1971 studeerde hij (buitenlandse) economie aan de Universiteit van Sankt Gallen. In 1979 promoveerde hij als doctor in de economie.

## Politieke carrière
Elmar Ledergerber is lid van de Sociaaldemocratische Partij van Zwitserland (SP). Van 1979 tot 1987 was hij voor de SP lid van de Kantonsraad van Zürich en van 1987 tot 1998 zat hij voor de SP in de Nationale Raad. In 1998 werd Elmar Ledergerber wethouder hoogbouw van de stad Zürich.

## Stadspresident
Ledergerber werd in 2002 als opvolger van partijgenoot Josef Estermann tot stadspresident van Zürich (burgemeester) gekozen. In 2006 werd hij herkozen.
Ledergerber heeft een dochter en twee zonen en woont in Wiedikon. Sinds 2000 zit hij in de raad van bestuur van de Luchthaven Zürich.